# Балахлей (река)
Балахлей — река в Тюменской области России, правый приток Вагая.
Длина — 134 км, площадь водосборного бассейна — 2240 км², заболоченность — 35 %.
Берёт начало из Балахлейского болота на высоте немногим больше 115 м над уровнем моря, на юге Аромашевского района. Протекает в северном направлении. Впадает в Вагай в 261 км от его устья по правому берегу. Основные притоки — Кусеряк, Озериха, Богомолка.
Населённые пункты на реке: сёла Малоскаредное, Кротово и Новоберёзовка, деревни Овсово, Вилкова, Усть-Лотовка, Большой Кусеряк, Балахлей и Ангарка.
Русло реки умеренно извилистое, с чередованием плёсов и перекатов через 50—200 м. Преобладающая ширина русла на плёсах — 10—12 м, глубина — 1 м, дно илистое, ширина на перекатах — 4—7 м, глубина — 0,3—0,5 м, дно песчаное. В летний период русло зарастает водной растительностью, скорость течения — 0,5—1,0 м/с, температура воды — 18—21 °C.
По данным наблюдений с 1952 по 1999 год среднегодовой расход воды в 23 км от устья составляет 3,29 м³/с, максимальный расход приходится на апрель, минимальный — на февраль:
| Средний расход воды (м³/с) реки Балахлей по месяцам с 1952 по 1999 гг. (замеры производились на гидрологическом посту в 23 км от устья) |

## Притоки
- 57 км: Кусеряк
- 82 км: Озериха
- 92 км: река без названия
- 96 км: Богомолка

## Данные водного реестра
По данным государственного водного реестра России и геоинформационной системы водохозяйственного районирования территории РФ, подготовленной Федеральным агентством водных ресурсов:
- Бассейновый округ — Иртышский
- Речной бассейн — Иртыш
- Речной подбассейн — Иртыш на участке от Ишима до Тобола
- Водохозяйственный участок — Иртыш от впадения реки Ишим до впадения реки Тобол